# 結城満朝
結城 満朝（ゆうき みつとも）は、室町時代の武将。白河結城氏4代当主。

## 略歴
白河結城氏の分家である小峰氏3代当主・小峰政常の子として誕生。大伯父である白河結城氏3代当主・結城顕朝の養子となり、家督を継承した。
当初は鎌倉府及び篠川公方・足利満直や稲村公方・足利満貞に従い、鎌倉府の命令により上杉氏憲（禅秀）と共に応永7年（1400年）に反乱を起こした伊達政宗らと戦ったが、応永20年（1413年）に政宗の孫・伊達持宗が挙兵した際には鎌倉府の出兵の誘いに応じなかった。
応永23年（1416年）、上杉禅秀が鎌倉公方・足利持氏と敵対して上杉禅秀の乱を起こすと、禅秀と満直に味方し鎌倉府と敵対した。後に室町幕府に接近し京都扶持衆となった。